# Euryglossina macrostoma
Euryglossina macrostoma är en biart som först beskrevs av Cockerell 1929.  Euryglossina macrostoma ingår i släktet Euryglossina och familjen korttungebin. Inga underarter finns listade i Catalogue of Life.

## Bildgalleri

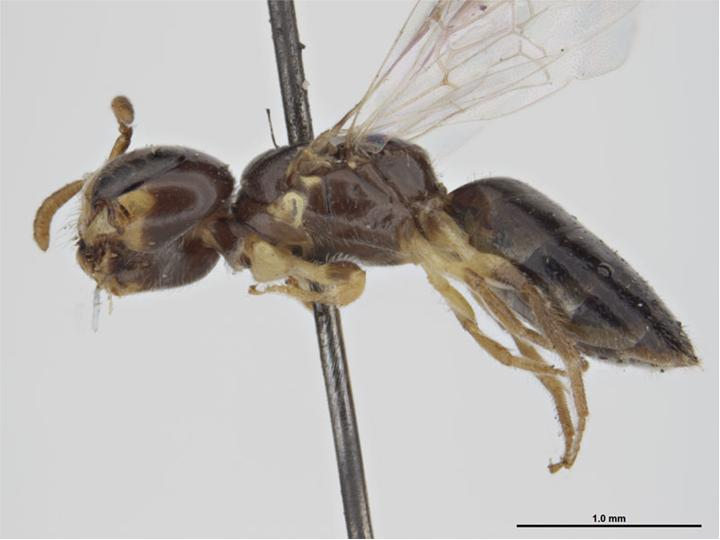